# Taranto Cras Basket 2012-2013
Questa voce raccoglie le informazioni riguardanti il Taranto Cras Basket nelle competizioni ufficiali della stagione 2012-2013.

## Stagione
La stagione 2012-2013 è stata la dodicesima che il Taranto Cras Basket, sponsorizzato Goldbet, ha disputato in Serie A1.
Il club ha rinunciato all'iscrizione all'Eurolega.

## Verdetti stagionali
- Serie A1: (21 partite)[3]

stagione regolare: 4º posto su 10 squadre (12 vinte, 6 perse);
quarti di finale play-off persi contro Umbertide (0-2).
- Supercoppa italiana: (1 partita)

finale persa contro Schio (51-72).

## Organigramma societario
Area dirigenziale
- Presidente: Angelo Basile
- Vice Presidente: Cosimo D'Antona
- Dirigente responsabile: Roberto Anelli
- Dirigente accompagnatore: Nicola De Florio
- Team Manager: Pasquale Fasano
- Responsabile marketing: Luigi Capilli
- Addetto agli arbitri: Luigi Bon
- Ufficio Stampa: Alessandro Salvatore
- Logistica: Leo Perrone
- Responsabile Settore Giovanile: Fabio Palagiano
- Addetto Alle Statistiche: Fabio Cito

Staff tecnico
- Allenatore: Roberto Ricchini
- Vice Allenatore: Mario Buccoliero
- Assistente: Orlando William
- Allenatore Settore Giovanile: Fabio Palagiano
- Preparatore atletico: Cosimo Santarcangelo
- Fisioterapisti: Diana Zanardi, Pierluigi Boccuni
- Medico: Fabrizio Novembre
- Addetto arbitri: Luigi Bon

## Roster
|    | Naz.                   | Ruolo | Sportivo           | Anno | Alt. |  |       |
| -- | ---------------------- | ----- | ------------------ | ---- | ---- |  | ----- |
| 4  | Stati Uniti (bandiera) | G     | Megan Mahoney      | 1983 | 183  |  |       |
| 5  | Italia (bandiera)      | P     | Giulia Gatti       | 1989 | 168  |  |       |
| 6  | Italia (bandiera)      | PG    | Michelle Greco     | 1980 | 174  |  | [ 5 ] |
| 7  | Israele (bandiera)     | PG    | Liron Cohen        | 1982 | 173  |  |       |
| 8  | Italia (bandiera)      | G     | Stella Panella     | 1993 | 177  |  | [ 6 ] |
| 9  | Italia (bandiera)      | C     | Sara Giauro        | 1979 | 190  |  |       |
| 10 | Italia (bandiera)      | G     | Martina Crippa     | 1989 | 178  |  | [ 7 ] |
| 11 | Francia (bandiera)     | C     | Nicole Antibe      | 1974 | 187  |  |       |
| 13 | Lituania (bandiera)    | C     | Gintarė Petronytė  | 1989 | 196  |  |       |
| 14 | Italia (bandiera)      | GA    | Valentina Siccardi | 1982 | 182  |  |       |
| 15 | Italia (bandiera)      | A     | Ilaria Zanoni      | 1986 | 180  |  |       |
| 16 | Italia (bandiera)      |       | Laura Banditelli   | 1996 |      |  | [ 8 ] |
| 20 | Italia (bandiera)      | A     | Abiola Wabara      | 1981 | 183  |  |       |

## Risultati

### Supercoppa italiana
| Arbitri: | Pierpaolo Canestrelli (Genova) Mauro Belfiore (Napoli) |

|                 |          |                  |
| Mahoney 20      | Punti    | 16 Sottana       |
| Gatti, Zanoni 2 | Assist   | 3 Godin          |
| Petronytė 7     | Rimbalzi | 7 Godin, Nadalin |

## Statistiche

### Statistiche delle giocatrici
- Campionato (stagione regolare e play-off)

| Giocatrice         | Partite | Partite | Min. | Pun | Tiri da 2 | Tiri da 2 | Tiri da 2 | Tiri da 3 | Tiri da 3 | Tiri da 3 | Tiri Liberi | Tiri Liberi | Tiri Liberi | Rimbalzi | Rimbalzi | Rimbalzi | Palle | Palle | Stopp. | Stopp. | Ass | Falli | Falli | Val. |
| Giocatrice         | Pr      | PG      | Min. | Pun | R         | T         | %         | R         | T         | %         | R           | T           | %           | D        | O        | T        | P     | R     | S      | D      | Ass | F     | S     | Val. |
| ------------------ | ------- | ------- | ---- | --- | --------- | --------- | --------- | --------- | --------- | --------- | ----------- | ----------- | ----------- | -------- | -------- | -------- | ----- | ----- | ------ | ------ | --- | ----- | ----- | ---- |
| Nicole Antibe      | 21      | 21      | 516  | 235 | 96        | 156       | 62        | 3         | 14        | 21        | 34          | 45          | 76          | 59       | 25       | 84       | 53    | 24    | 2      | 9      | 14  | 50    | 48    | 227  |
| Laura Banditelli   | 2       | 1       | 2    | 0   |           |           |           |           |           |           |             |             |             |          |          |          |       |       |        |        |     |       |       |      |
| Liron Cohen        | 21      | 21      | 555  | 194 | 32        | 81        | 40        | 33        | 92        | 36        | 31          | 43          | 72          | 35       | 4        | 39       | 57    | 21    | 4      | 1      | 61  | 52    | 46    | 129  |
| Martina Crippa     | 12      | 12      | 212  | 51  | 18        | 30        | 60        | 4         | 19        | 21        | 3           | 4           | 75          | 16       | 6        | 22       | 9     | 26    | 1      |        | 10  | 26    | 6     | 51   |
| Giulia Gatti       | 21      | 21      | 504  | 159 | 38        | 84        | 45        | 21        | 46        | 46        | 20          | 27          | 74          | 29       | 11       | 40       | 33    | 23    | 2      | 1      | 38  | 42    | 36    | 142  |
| Sara Giauro        | 21      | 21      | 462  | 103 | 49        | 87        | 56        |           |           |           | 5           | 7           | 71          | 34       | 10       | 44       | 16    | 10    |        | 1      | 6   | 26    | 11    | 93   |
| Michelle Greco     | 4       | 4       | 85   | 13  | 2         | 8         | 25        | 3         | 8         | 38        |             |             |             | 5        | 5        | 10       | 8     | 3     | 1      |        | 4   | 7     | 5     | 8    |
| Megan Mahoney      | 20      | 20      | 579  | 245 | 79        | 166       | 48        | 13        | 54        | 24        | 48          | 62          | 77          | 117      | 28       | 145      | 56    | 47    | 7      | 2      | 41  | 49    | 81    | 307  |
| Stella Panella     | 7       | 2       | 5    | 2   | 1         | 1         | 100       | 0         | 1         | 0         |             |             |             | 1        |          | 1        | 2     |       |        |        |     | 1     |       | -1   |
| Gintarė Petronytė  | 21      | 21      | 460  | 257 | 93        | 146       | 64        | 1         | 4         | 25        | 68          | 78          | 87          | 85       | 45       | 130      | 42    | 25    | 3      | 26     | 12  | 40    | 68    | 367  |
| Valentina Siccardi | 18      | 17      | 349  | 80  | 27        | 58        | 47        | 5         | 12        | 42        | 11          | 18          | 61          | 24       | 11       | 35       | 25    | 26    | 3      | 3      | 10  | 32    | 26    | 75   |
| Abiola Wabara      | 21      | 19      | 263  | 54  | 20        | 51        | 39        | 0         | 2         | 0         | 14          | 25          | 56          | 31       | 20       | 51       | 34    | 21    | 2      | 5      | 9   | 57    | 22    | 25   |
| Ilaria Zanoni      | 21      | 13      | 233  | 61  | 22        | 37        | 59        | 2         | 17        | 12        | 11          | 18          | 61          | 13       | 7        | 20       | 13    | 18    | 2      |        | 11  | 18    | 21    | 61   |